# Bolboleaus ingens
Bolboleaus ingens is een keversoort uit de familie cognackevers (Bolboceratidae). De wetenschappelijke naam van de soort werd in 1888 gepubliceerd door Macleay.